# Saint-Genest, Allier
Saint-Genest är en kommun i departementet Allier i regionen Auvergne-Rhône-Alpes i de centrala delarna av Frankrike. Kommunen ligger  i kantonen Marcillat-en-Combraille som ligger i arrondissementet Montluçon. År 2022 hade Saint-Genest 388 invånare.

## Befolkningsutveckling
Antalet invånare i kommunen Saint-Genest
Referens: INSEE